# 国鉄1020形蒸気機関車

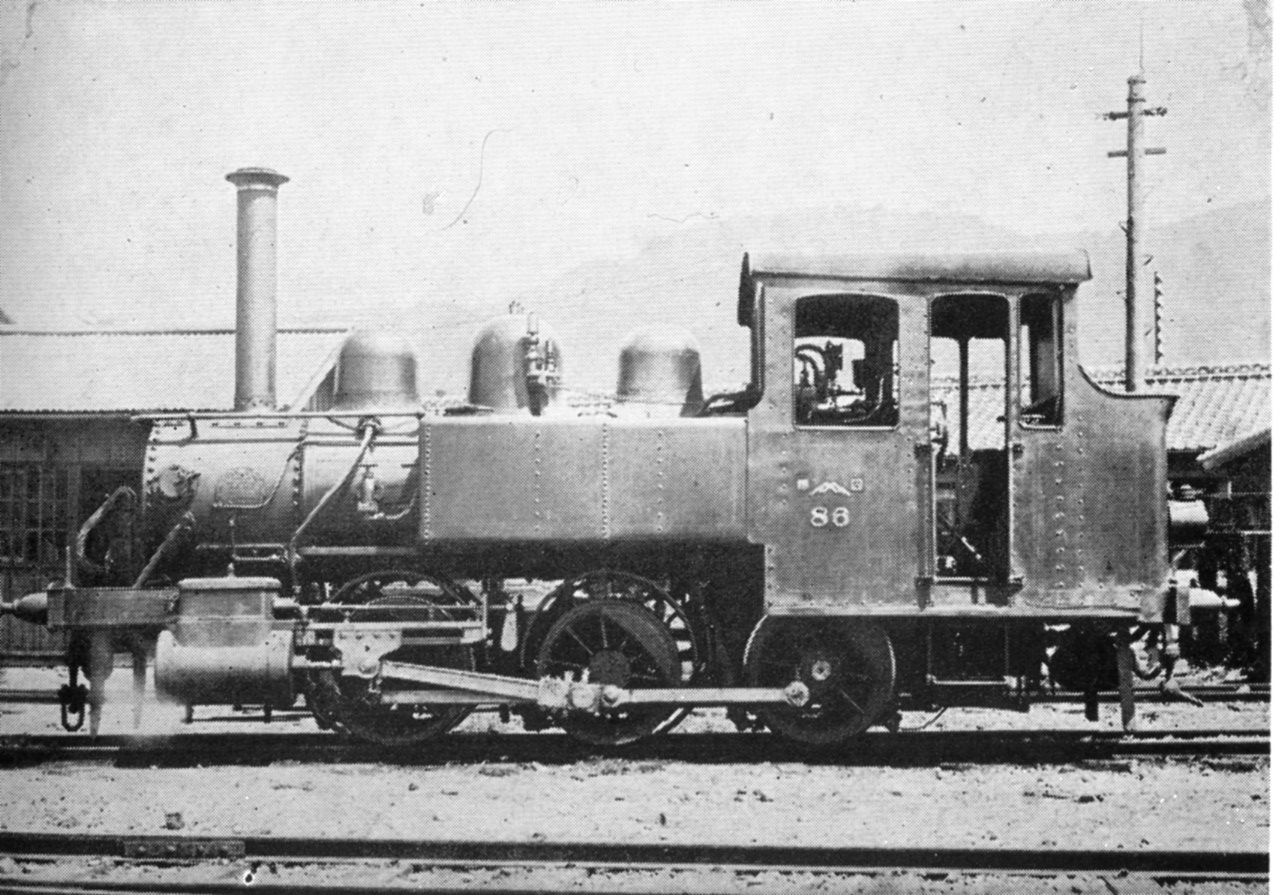
山陽鉄道 86（後の鉄道院 1020）

1020形は、かつて日本国有鉄道の前身である鉄道院に在籍したタンク式蒸気機関車である。もとは、1898年（明治31年）に、山陽鉄道がアメリカ合衆国のディックソン・マニュファクチュアリング社(Dickson Manufacturing Co.)から2両を輸入したもので、1906年（明治39年）に鉄道国有法による買収により国有鉄道籍を得たものである。

## 概要
車軸配置0-6-0(C)、飽和式2気筒単式の入換用小型タンク機関車である。スタイルは典型的なアメリカ古典機のそれで、ボイラーに比していささか巨大な密閉式の運転室が特徴的であった。
メーカーのディックソン社は、ペンシルベニア州のスクラントンにあった小工場で、日本に輸入されたのは、本形式2両のみという希少な存在であった。ディックソン社は、1901年のアメリカン・ロコモティブ社（アルコ）成立に参加して消滅し、工場も1909年に閉鎖されている。
製造番号は987, 988で、山陽鉄道では形式15となり、番号は86, 87とされた。国有化後はしばらく山陽鉄道時代の形式番号のまま使用されたが、1909年（明治42年）の鉄道院車両称号規程の制定により、1020形（1020, 1021）と改番された。
国有化後の1912年（大正元年）8月17日付けで両機とも廃車となり、養老鉄道（初代）に開業用として払い下げられた。同社では1, 2となっている。1922年（大正11年）には、両機とも大同電力（現・関西電力）に譲渡され、岐阜県恵那郡大井町（現・恵那市）の木曽川に建設中だった大井ダムの建設用に使用された。この鉄道は、1928年（昭和3年）に北恵那鉄道に譲渡され、1934年（昭和9年）まで大井線として一般営業を行ったが、この鉄道で両機が使用された記録はなく、両機の足跡は一旦ここで途切れてしまう。
本形式が川崎埠頭（現・三井埠頭）の専用線で再発見されるのは、1952年（昭和27年）のことで、鉄道ファンである寺島京一の報告による。この時発見されたのは2両のうちの2（旧1021）で、製造番号は987であったことが確認されている。後の調査で、1935年（昭和10年）に川崎埠頭に譲渡されたことは判明したが、僚車の1の消息は定かでない。そして、件の2も1953年（昭和28年）に廃車解体されてしまった。

## 主要諸元
- 全長：7,366mm
- 全高：3,632mm
- 全幅：2,260mm
- 軌間：1,067mm
- 車軸配置：0-6-0(C)
- 動輪直径：940mm
- 弁装置：スチーブンソン式アメリカ型
- シリンダー（直径×行程）：305mm×406mm
- ボイラー圧力：9.1kg/cm2
- 火格子面積：0.74m2
- 全伝熱面積：30.8m2
  - 煙管蒸発伝熱面積：28.0m2
  - 火室蒸発伝熱面積：2.9m2
- 機関車運転整備重量：22.76t
- 機関車動輪上重量（運転整備時）：22.76t
- 機関車動輪軸重（第2動輪上）：8.3t
- 水タンク容量：2.05m3
- 燃料積載量：1.27t
- 機関車性能
  - シリンダ引張力：3,350kg
- ブレーキ装置：手ブレーキ、真空ブレーキ → 蒸気ブレーキ（払下げ後）